# 京口副都统
京口副都统是清朝中后期统领京口驻防的副都统，为正二品武官。由江寧將軍统辖。辛亥革命时，镇江光复，末任副都统载穆自杀，京口旗营自然解体:35。

## 历史沿革
清朝顺治十二年（1655年），以海警，命都统伯石廷柱挂镇海大将军印，统率八旗官兵驻防京口（时为丹徒县地）。顺治十六年（1659年）九月，因鄭成功北伐焚陷南北郡县，复设重镇，命都统刘之源挂镇海大将军印，统八旗官兵驻防镇江，镇守长江沿江地方:35。
康熙后，因战事减少，京口旗营的旗兵减员，统领不再挂大将军印:35。乾隆二十八年（1763年），设京口副都统，又称鎮守京口沿江沿海等處地方掌印副都統。道光年间，京口旗营设一名副都统，两名左右翼协领、十六名防御。兵员为1700人的蒙古八旗兵。较大战事，由清廷增兵支援:35—36。
1911年11月5日，江苏巡抚程德全在苏州城（今江苏省苏州市）宣布江苏独立、脱离清廷。11月7日，镇江新軍起义，成立镇江军政府。8日，京口副都统载穆下令京口旗营向镇江军政府投降。8日中午，镇江城开城，李竟成率队入城，收缴旗营武器和道、府、县衙大印。载穆自杀。

## 历任京口旗营统率
- 石廷柱，顺治十二年（1655年），挂镇海大将军印，驻防京口[3]:35。
- 刘之源，顺治十六年（1659年）九月，挂镇海大将军印，驻防京口[3]:35。
- 张思恭，挂镇海大将军印，驻防京口[3]:35。
- 石华善，挂安南大将军印，驻防京口[3]:35。

## 历任京口副都统

### 乾隆朝
| 姓名         | 任命時間     | 卸任時間     | 卸任原因 | 備註 |
| 瑪爾圖       | 乾隆二十八年 | 乾隆三十一年 |          |      |
| 穆尔泰       | 乾隆三十一年 | 乾隆三十二年 |          |      |
| 圖桑阿       | 乾隆三十二年 | 乾隆三十二年 |          |      |
| 薩爾圖       | 乾隆三十二年 | 乾隆三十四年 |          |      |
| 三全         | 乾隆三十四年 | 乾隆三十四年 |          |      |
| 圖桑阿       | 乾隆三十四年 | 乾隆四十五年 |          |      |
| 慶麟         | 乾隆四十五年 | 乾隆四十八年 |          |      |
| 文常         | 乾隆四十八年 | 乾隆五十四年 |          |      |
| 武德禮（署） | 乾隆四十八年 | 乾隆？年     |          |      |
| 永慶（署）   | 乾隆五十四年 | 乾隆？年     |          |      |
| 陽春保       | 乾隆五十四年 | 乾隆六十年   |          |      |
| 勒里善       | 乾隆六十年   | 乾隆六十年   |          |      |
| 富尼善       | 乾隆六十年   | 乾隆六十年   |          |      |
| 策巴克（署） | 乾隆六十年   | 乾隆六十年   |          |      |
| 成策         | 乾隆六十年   | 嘉庆二年     |          |      |

### 嘉庆朝
| 姓名     | 任命時間   | 卸任時間   | 卸任原因 | 備註 |
| 阿玉什   | 嘉庆二年   | 嘉庆七年   |          |      |
| 田國榮   | 嘉庆七年   | 嘉庆七年   |          |      |
| 賡音素   | 嘉庆七年   | 嘉庆十九年 |          |      |
| 額爾經額 | 嘉庆十九年 | 道光六年   |          |      |

### 道光朝
| 姓名       | 任命時間     | 卸任時間     | 卸任原因 | 備註 |
| 穆朗阿     | 道光六年     | 道光七年     |          |      |
| 春生       | 道光七年     | 道光七年     |          |      |
| 岱龄       | 道光七年     | 道光十五年   |          |      |
| 春生（署） | 道光十五年   | 道光十五年   |          |      |
| 苏隆阿     | 道光十五年   | 道光十八年   |          |      |
| 于兆祥     | 道光十八年   | 道光二十年   |          |      |
| 海龄       | 道光二十年   | 道光二十年   | 自杀殉国 |      |
| 吴必淳     | 道光二十年   | 道光二十年   |          |      |
| 齐哴阿     | 道光二十二年 | 道光二十三年 |          |      |
| 琦忠       | 道光二十三年 | 咸丰元年     |          |      |

### 咸丰朝
| 姓名         | 任命時間   | 卸任時間   | 卸任原因 | 備註 |
| 文艺         | 咸丰元年   | 咸丰三年   |          |      |
| 长安         | 咸丰三年   | 咸丰四年   |          |      |
| 哈福那（署） | 咸丰四年   | 咸丰五年   |          |      |
| 致祥（署）   | 咸丰五年   | 咸丰五年   |          |      |
| 万成（署）   | 咸丰五年   | 咸丰五年   |          |      |
| 都兴阿       | 咸丰五年   | 咸丰五年   |          |      |
| 绷阔（署）   | 咸丰五年   | 咸丰？年   |          |      |
| 绷阔         | 咸丰六年   | 咸丰六年   |          |      |
| 巴东阿       | 咸丰六年   | 咸丰十一年 |          |      |
| 魁玉（护）   | 咸丰十一年 | 咸丰？年   |          |      |
| 海全         | 咸丰十一年 | 同治一年   |          |      |

### 同治朝
| 姓名       | 任命時間   | 卸任時間   | 卸任原因 | 備註 |
| 杜嘎尔     | 同治元年   | 同治三年   |          |      |
| 魁玉       | 同治三年   | 同治四年   |          |      |
| 富和       | 同治四年   | 同治六年   |          |      |
| 富升（署） | 同治四年   | 同治？年   |          |      |
| 连步廷     | 同治六年   | 同治九年   |          |      |
| 恒惠       | 同治九年   | 同治十三年 |          |      |
| 海瑛       | 同治十三年 | 光绪五年   |          |      |

### 光绪朝
| 姓名     | 任命時間     | 卸任時間     | 卸任原因 | 備註 |
| 钟云     | 光绪五年     | 光绪十五年   | 因病解职 |      |
| 致麟     | 光绪十五年   | 光绪十七年   |          |      |
| 积忠     | 光绪十七年   | 光绪十九年   |          |      |
| 保年     | 光绪十九年   | 光绪二十一年 |          |      |
| 吉升阿   | 光绪二十一年 | 光绪二十七年 |          |      |
| 奇克伸布 | 光绪二十七年 | 光绪三十年   |          |      |
| 奎芳     | 光绪三十年   | 宣统二年     |          |      |

### 宣统朝
| 姓名 | 任命時間 | 卸任時間 | 卸任原因 | 備註 |
| 载穆 | 宣统二年 | 宣统三年 | 自杀殉职 |      |